# Teufelssauce
Teufelssauce (franz. Sauce (á la) diable, englisch Devilled sauce) ist eine Sauce, die charakteristisch mit Cayennepfeffer pikant oder scharf abgeschmeckt wird. Sie wird meist zu Krustentier-, Geflügel- und Fleischgerichten serviert und kann entweder eine Ableitung der braunen Grundsauce (Fleischsauce) oder auch der Tomatensauce sein.
Vor allem in der englischen Küche wird die devilled sauce verwendet, sie unterscheidet sich etwas von der üblichen Zubereitungsart. So wird typisch zu devilled chicken (nach Art des Spatchcock zubereitet), zu Zunge (englisch: devilled tongue) oder Aal (englisch: devilled eel) eine devilled sauce serviert.
Die Zubereitungsart à la diable bzw. devilled bedeutet Gerichte mit einer pikanten oder scharfen Marinade (typisch mit Senf, Cayennepfeffer, Paprika und Worcestershiresauce) zubereiten, aber auch das Servieren einer Teufelssauce, sauce diable bzw. devilled sauce als Begleitsauce.

## Varianten der Zubereitung
Üblicherweise wird einer Reduktion aus Schalotten, Gewürzen und trockenem Weißwein ein Teil brauner Grundsauce (Demiglace) zugefügt, miteinander verkocht und dann passiert. Abschließend wird mit Cayennepfeffer abgeschmeckt und mit Butter montiert. Typische Gewürze (neben Pfeffer) sind in Frankreich z. B. Thymian und Lorbeerblatt, während in der österreichischen Küche mit Estragon und Petersilie gewürzt wird.
In der englischen Küche werden Zwiebeln mit Rotweinessig eingekocht, dann mit Sauce espagnole aufgefüllt, durchgekocht und passiert. Alternativ wird auf das Passieren verzichtet oder etwas beurre manié zugefügt.